# Caso Nina
O Caso Nina refere-se à morte de uma gata, ocorrida no dia 8 de janeiro de 2019, em um supermercado no Rio de Janeiro. O caso gerou repercussão nacional, semelhantemente ao Caso Manchinha, cachorra que foi morta pelo segurança.

## O crime
Nina foi morta por uma segurança do supermercado após ela ter sido arranhada por pisar descuidadamente no rabo da gata.

## Investigações e prisão
Segundo a polícia a gata foi brutalmente morta. Após os fatos, a mulher foi presa, alertada quanto à denúncia de seus maus tratos aos animais e multada em R$ 1 milhão de reais pelo ocorrido. Na mesma ocasião, o supermercado também foi multado em R$ 1  milhão de reais.

## Repercussão
O caso gerou repercussão nacional e serviu de base para a propositura de leis mais rígidas contra a crueldade contra os animais. O caso Nina foi associado ao caso Manchinha: em ambos os casos os animais foram espancados até mortes.